# Теорія «Agenda-setting»
Теорія «Agenda-setting»  або теорія порядку денного — теорія, згідно з якою засоби масової інформації справляють значний вплив на громадськість вже самим підбором тем, які вони висвітлюють. Чи не найкращим визначенням agenda setting є слова американського дослідника Бернарда Коена: «Пресі переважно не вдається сказати людям, ЩО думати, але вона з великим успіхом каже їм, ПРО ЩО думати».
Базове припущення теорії agenda setting —полягає в тому, що новини — це не просте відображення реальності, а соціально сконструйована, відредагована так званими gatekeepers («вартовими») реальність. Цими вартовими є журналісти, редактори, видавці та власники мас-медіа — тобто всі ті учасники процесу обробки інформації, які стоять між подією та остаточним споживачем новин.
ЗМІ мають здатність виокремлювати певні події (проблеми, теми, явища) і наголошувати на них, змушуючи аудиторію сприймати ці події як важливі. Таким чином засоби масової інформації формують порядок денний суспільства (англійською мовою «порядок денний» — це agenda). Про ті ж події (а також проблеми й теми), які залишилися поза увагою мас-медіа, аудиторія найімовірніше взагалі не дізнається. Наприклад, українські телеглядачі щодня отримують велику порцію інформації про ситуацію на Близькому Сході, тоді як новини з європейських країн з'являються на телеекранах порівняно рідко.
Таку ситуацію можна пояснити тим, що українські мас-медіа є надто слабкими, щоб формувати свій власний міжнародний «порядок денний», і тому змушені орієнтуватися на потужні світові інформаційні агентства-постачальники відео, які базуються у Великій Британії та Сполучених Штатах. Саме ці країни домінують на світовому інформаційному ринку і саме для них мають велике значення події на Близькому Сході.
Отже, як ми бачимо, сама по собі agenda setting не є прямою маніпуляцією, однак саме з цієї теорії випливає priming («першочерговість») — процес, через який медіа впливають на громадську думку, висвітлюючи одні події чи проблеми та ігноруючи інші. Це вже маніпуляційна технологія, якою нерідко послуговувались і послуговуються українські ЗМІ. Варто лише пригадати сумнозвісні «темники» з їх «проханнями ігнорувати» ті чи інші події та політичні фігури.
Найлегше піддаються праймінгу конкретні події, про які обізнані чи у яких брала участь мінімальна кількість людей. І навпаки — найважче добитися ефективного праймінгу в ситуації, коли висвітлюється масова подія або ж абстрактна проблема. У такому випадку аудиторії важко її концептуалізувати або хоча б уявити.